# Miss Afrique du Sud 2011
Miss Afrique du Sud 2011, est la 57e élection de Miss Afrique du Sud, s'est déroulée le 11 décembre 2011 au Superbowl de Sun City.
La gagnante, Melinda Bam, succède à Bokang Montjane, Miss Afrique du Sud 2010.

## Classement final
| Titre                    | Candidates                                                |
| ------------------------ | --------------------------------------------------------- |
| Miss Afrique du Sud 2011 | - Gauteng - Melinda Bam                                   |
| 1re princesse            | - Cap occidental - Remona Moodley                         |
| 2e princesse             | - Gauteng - Thuli Sangweni                                |
| Top 5                    | - Mpumalanga - Rolene Strauss - Gauteng - Sian Schelbusch |

## Candidates
| Nom               | Âge    | Province représentée | Domicile     |
| ----------------- | ------ | -------------------- | ------------ |
| Caylene Marais    | 21 ans | Gauteng              | Roodepoort   |
| Frieda Du Plessis | 25 ans | Gauteng              | Pretoria     |
| Grace Rheeders    | 21 ans | KwaZulu-Natal        | Durban       |
| Lerato Mokoena    | 22 ans | Gauteng              | Vereeniging  |
| Lwandle Ngwenya   | 21 ans | KwaZulu-Natal        | Durban       |
| Melinda Bam       | 22 ans | Gauteng              | Pretoria     |
| Pinky Mathope     | 21 ans | Gauteng              | Bekkersdal   |
| Remona Moodley    | 22 ans | Cap occidental       | Le Cap       |
| Rolene Strauss    | 19 ans | Mpumalanga           | Volksrust    |
| Sian Schleusch    | 21 ans | Gauteng              | Johannesburg |
| Tamerin Jardine   | 23 ans | Gauteng              | Johannesburg |
| Thuli Sangweni    | 21 ans | Gauteng              | Germiston    |

## Déroulement de la cérémonie
Le début du défilé avait commencé avec une cérémonie sur le tapis rouge semblable à la cérémonie des Oscars. Par la suite, les douze prétendantes au titre défilent en maillot de bain et ensuite, en robe de soirée.
Plus tard, le prix de Miss Sympathie a été décernée à Thuli Sangweni.
Les 5 finalistes sont ensuite annoncées dans l'ordre suivant : Sian Schelbusch, Remona Moodley, Rolene Strauss, Thuli Sangweni et Melinda Bam.
À la fin de la cérémonie, Bridget Masinga annonce Thuli Sangweni comme deuxième princesse et Michelle McLean annonce Remona Moodley comme étant la première princesse.
Melinda Bam est annoncée par ProVerb comme étant la lauréate du concours.

### Jury
| Membre                 | Notes                                                                                            |
| ---------------------- | ------------------------------------------------------------------------------------------------ |
| Sonia Raciti           | Miss Afrique du Sud 1998.                                                                        |
| Joan Ramagoshi         | Miss Afrique du Sud 2003.                                                                        |
| Sonia Bonneventia Pule | Deuxième dauphine de Miss Afrique du Sud 2001. Épouse du footballeur sud-africain, Matthew Booth |
| Kieno Kammies          | Homme d'affaires et animateur de télévision.                                                     |
| Gert-Johan Coetzee     | Styliste.                                                                                        |
| Paledi Segapo          | Fondateur de Palse Homme et de PALSE.                                                            |

## Observations